# Josef Leopold Zvonař
Josef Leopold Zvonař   (Kublov, 22 de gener de 1824 - Praga, 23 de novembre de 1865) fou un publicista, professor de música, organista i compositor txec. Va estudiar a Beroun i a Praga, on va treballar com a professor de música i científic.
Zvonař va néixer a Kublov, va estudiar a l'Escola d'orgue de Praga amb Pitsch i hi va treballar com a ajudant i organista; breument va ser el director de l'escola. El 1860 va passar a ser directora de Žofín Academy, escola de música per a dones. Černušák, Gracian; Nováček, Zdenko; Štědroň, Bohumír, eds. (1963). Československý hudební slovník : osob a institucí. Sv, 2, M-Ž (in Czech). Prague: Státní hudební nakladatelství. Va morir a Praga.
Algunes de les seves primeres músiques estan relacionades amb textos alemanys, però després de 1848 es va alinear amb el nacionalisme txec. Les seves ressenyes sobre la música van aparèixer a Dalibor i Slavoj. Va ser cofundador de la societat coral Hlahol i Umělecká Beseda, unió d'artistes. És possible que hagi esat professor d'Antonín Dvořák.
Zvonař va compondre ofertoris, música de cambra, cantates, una òpera titulada Záboj, un rèquiem i obres de piano, i els seus manuscrits es troben al Museu Nacional de Praga. Les seves cançons van ser populars durant la seva vida. Tot i això, el millor el recordava com a educador; va ser l'autor de la primera història de la música txeca, Dějiny české hudby (1860), així com del primer tractat d'harmonia en llengua txeca, "Navedení k snadnému potřebných kadencí skládání" (1859). Els seus treballs sobre música popular txeca van ser un dels primers documents d'estudi fundacionals en aquest camp.
El seu nom va ser publicat sovint com a Leopold Zwonar, o de manera similar, en el seu dia.